# Eugène Boyer
Pour les articles homonymes, voir Boyer.
Eugène Boyer, né le 14 juin 1922 à Barcelone et mort le 23 septembre 2017 à Villefranche-de-Lauragais, est un homme politique et vétérinaire français.

## Biographie
Natif de Barcelone, Eugène Boyer passe sa jeunesse dans le village de Caraman en Haute-Garonne. Diplômé de l'École nationale vétérinaire de Toulouse en 1947, il exerce comme vétérinaire jusqu'en 1978 puis à partir de cette date, il prend la tête d'une exploitation agricole.
Membre de la Section française de l'Internationale ouvrière puis du Parti socialiste, il obtient son premier mandat politique en novembre 1967 en étant élu maire de Caraman, succédant à Xavier de Woillemont, décédé en fonction. Le mois suivant, il devient conseiller général du canton de Caraman.
Réélu premier édile et conseiller général pendant près de 30 ans, il est vice-président du conseil général de la Haute-Garonne de 1973 à 1982. Il siège également au conseil régional de Midi-Pyrénées de 1978 à 1988, assemblée dans laquelle il est vice-président de 1981 à 1986.
En juillet 1988, à la suite de la nomination d'André Méric en tant que secrétaire d'État aux Anciens combattants et aux Victimes de guerre dans le gouvernement Rocard II, il remplace ce dernier à la haute assemblée. Il quitte alors l'hémicycle régional pour cause de cumul de mandats.
Au Sénat, il rejoint le groupe socialiste et siège à la commission des affaires sociales. L'année suivante, il est candidat aux élections sénatoriales de septembre 1989 mais voit sa candidature écartée par la fédération socialiste de la Haute-Garonne. Se présentant comme dissident du PS, il est exclu du parti. Au premier tour, il est largement distancé par les candidats socialistes – obtenant 403 voix sur 2 106 suffrages exprimés – et décide de se retirer.
Conseiller général jusqu'en 1994, il n'est pas candidat à un nouveau mandat de maire lors des élections municipales de 1995, se retirant ainsi de la vie politique.
Il meurt à Villefranche-de-Lauragais le 23 septembre 2017 à l'âge de 95 ans.

## Détail des fonctions et des mandats
Mandat parlementaire
- 29 juillet 1988 - 1er octobre 1989 : sénateur de la Haute-Garonne[4]
  - 26 septembre 1971 - 29 juillet 1988 : sénateur suppléant[4]

Mandats locaux
- 14 novembre 1967 - 23 juin 1995 : maire de Caraman[2]
- décembre 1967 - 20 mars 1994 : conseiller général du canton de Caraman
- 1973 - 1982 : vice-président du conseil général de la Haute-Garonne
- 1978 - 1988 : conseiller régional de Midi-Pyrénées
- 1981 - 1986 : vice-président du conseil régional de Midi-Pyrénées

## Décorations
- Officier du Mérite agricole
- Médaille d'argent de la jeunesse et des sports